# Eusebio Sacristán
Eusebio Sacristán Mena (La Seca, 13 de abril de 1964) é um ex-futebolista e treinador de futebol espanhol.

## Carreira

### Valladolid e Atlético
Revelado pelo Valladolid B, Eusebio estreou profissionalmente em 1983, com 19 anos de idade. Com 117 partidas e 13 gols marcados durante 5 anos, foi contratado pelo Atlético de Madri em 1987. Disputou apenas uma temporada pelos Colchoneros, jogando apenas 27 partidas e marcou 3 gols. Em 1988, foi contratado pelo poderoso Barcelona.

### Barcelona
Foi no Barça, à época comandado pelo holandês Johan Cruijff, onde o meio-campista viveu seu auge como atleta. Em 203 partidas pelos Blaugranas, foram 14 gols marcados, conquistando 12 títulos com a camisa "blaugrana", sendo um coadjuvante em uma equipe que tinha como astros Romário e Hristo Stoichkov. Eusebio deixou o Barcelona em 1995 para atuar no Celta de Vigo, uma equipe mais modesta, mas que encontrava-se em franca ascensão no futebol espanhol.

### Celta
Permaneceu por 2 anos no clube galego, e, assim como fora em sua passagem pelo Barcelona, foi um coadjuvante no elenco que tinha, como principais destaques, o tetracampeão mundial Mazinho, o israelense Haim Revivo, o russo Aleksandr Mostovoy e o bósnio Vladimir Gudelj. Fora dos planos do Celta para 1997, Eusebio optou por regressar ao Valladolid no mesmo ano. Em sua segunda passagem pela equipe, atuou em 129 partidas e marcou 5 vezes. Despediu-se dos gramados em 2002, aos 38 anos, com uma marca: foram 543 partidas disputadas, tornando-se terceiro jogador de linha com mais partidas disputadas em La Liga, ficando, no geral, atrás apenas do atacante Joaquín, do ex-atacante Raúl e o ex-goleiro Andoni Zubizarreta.

## Seleções de base e principal da Espanha
Eusebio, que jogou pelas Seleções Sub-21 e 23 da Espanha entre 1984 e 1988, estreou pela Fúria em 1986, em partida amistosa contra a Grécia, 2 meses após a Copa do México. Preterido para a Copa de 1990, disputou apenas a Eurocopa de 1988 pela Seleção Espanhola.
No final da carreira, chegou a disputar jogos pela Seleção de Castela e León.

## Carreira de técnico

### Experiência no Barça
Um ano após colocar termo na carreira de jogador, Eusebio passou a trabalhar no banco de reservas. Retornou ao Barcelona para atuar como auxiliar-técnico de Frank Rijkaard, trabalhando juntamente com o holandês até 2008, quando o holandês deixou os Blaugranas.

### Celta
A primeira equipe de Eusebio como treinador foi o Celta, onde esteve de 2009 a 2010. Treinou ainda o Barcelona B durante 4 anos, até ser contratado pela Real Sociedad, em substituição a David Moyes.